# Pfarrkirche Tainach

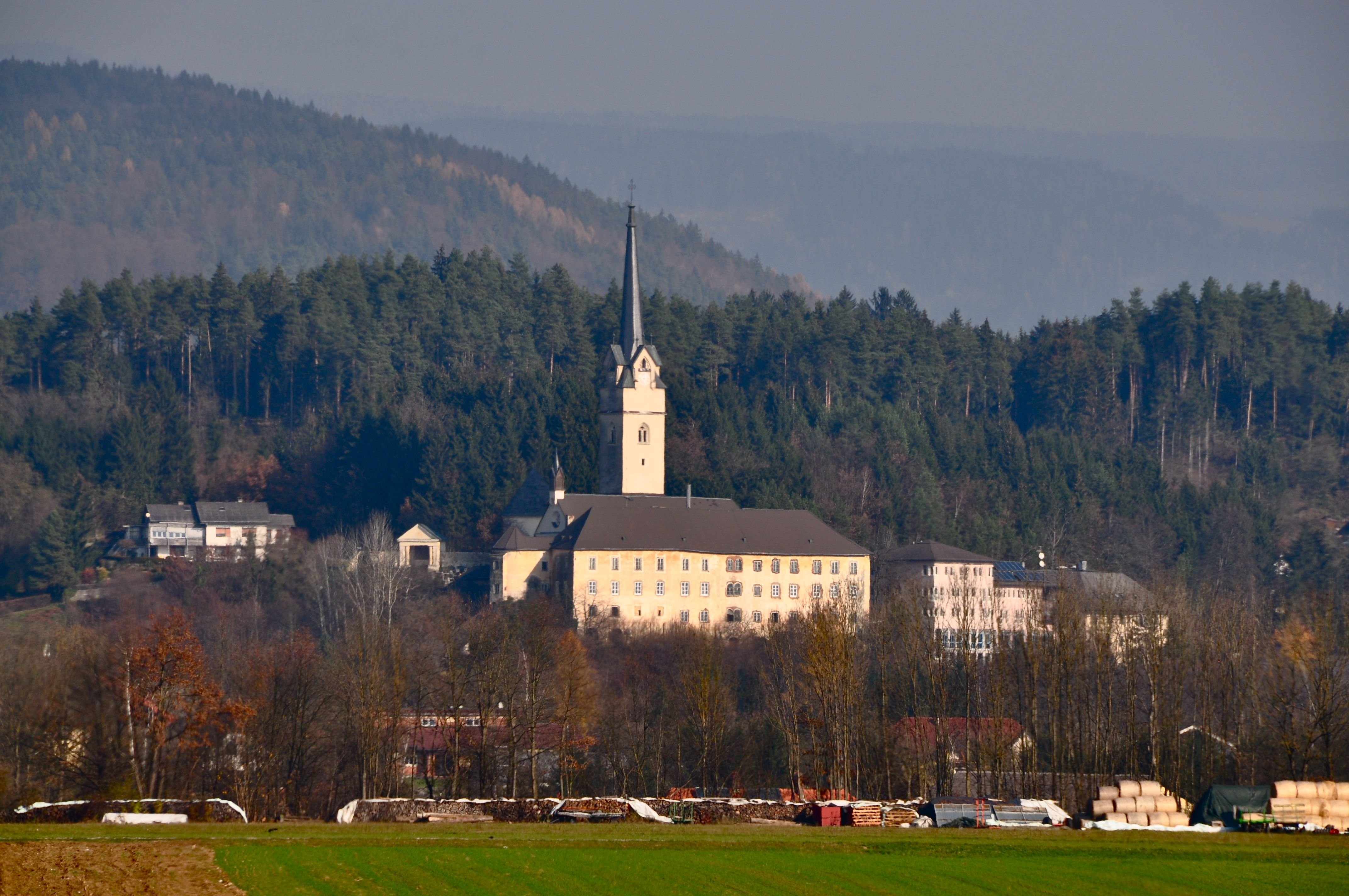
Propsteihof Tainach

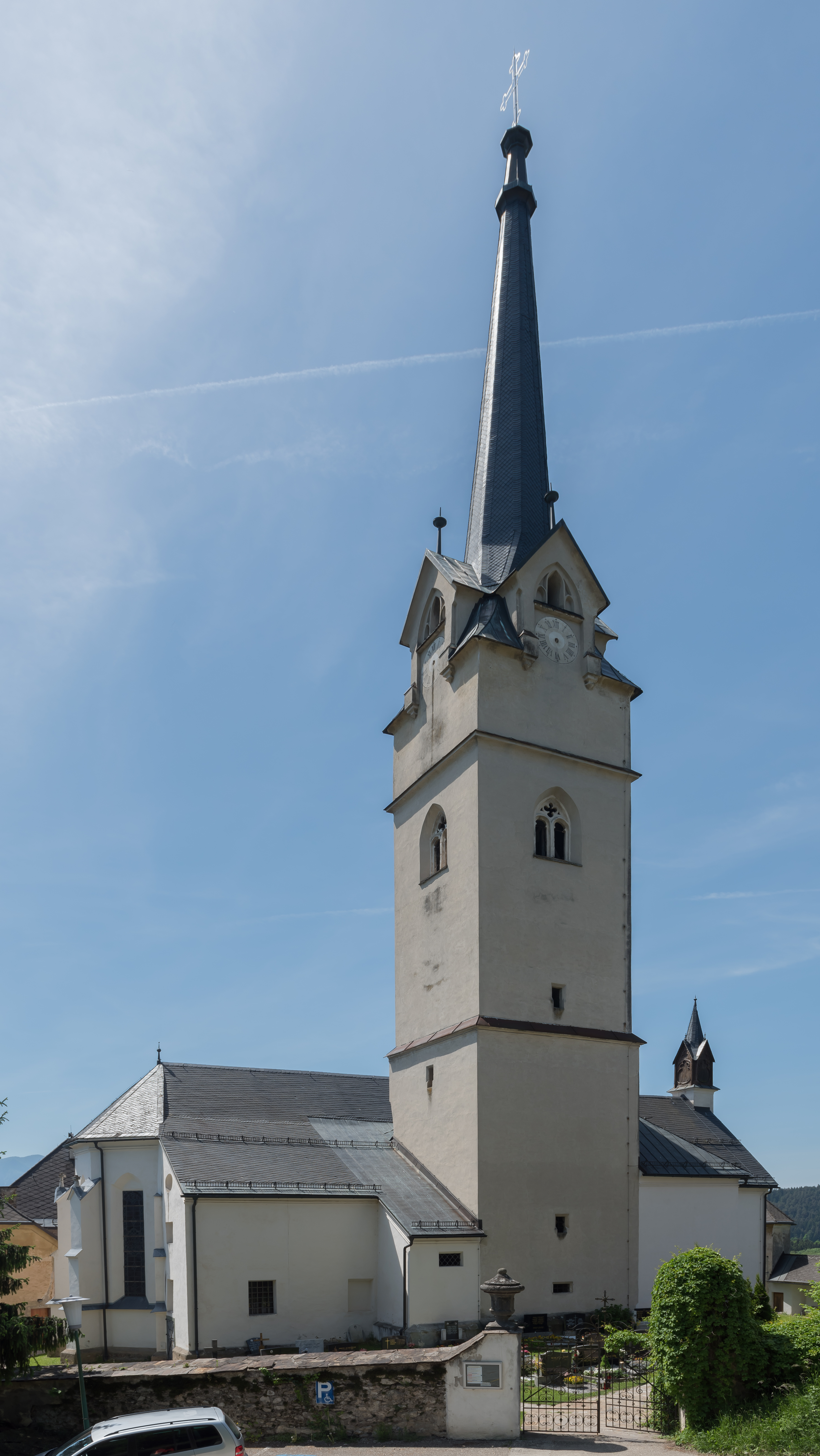
Katholische Pfarrkirche Mariä Himmelfahrt und hl. Valentin in Tainach

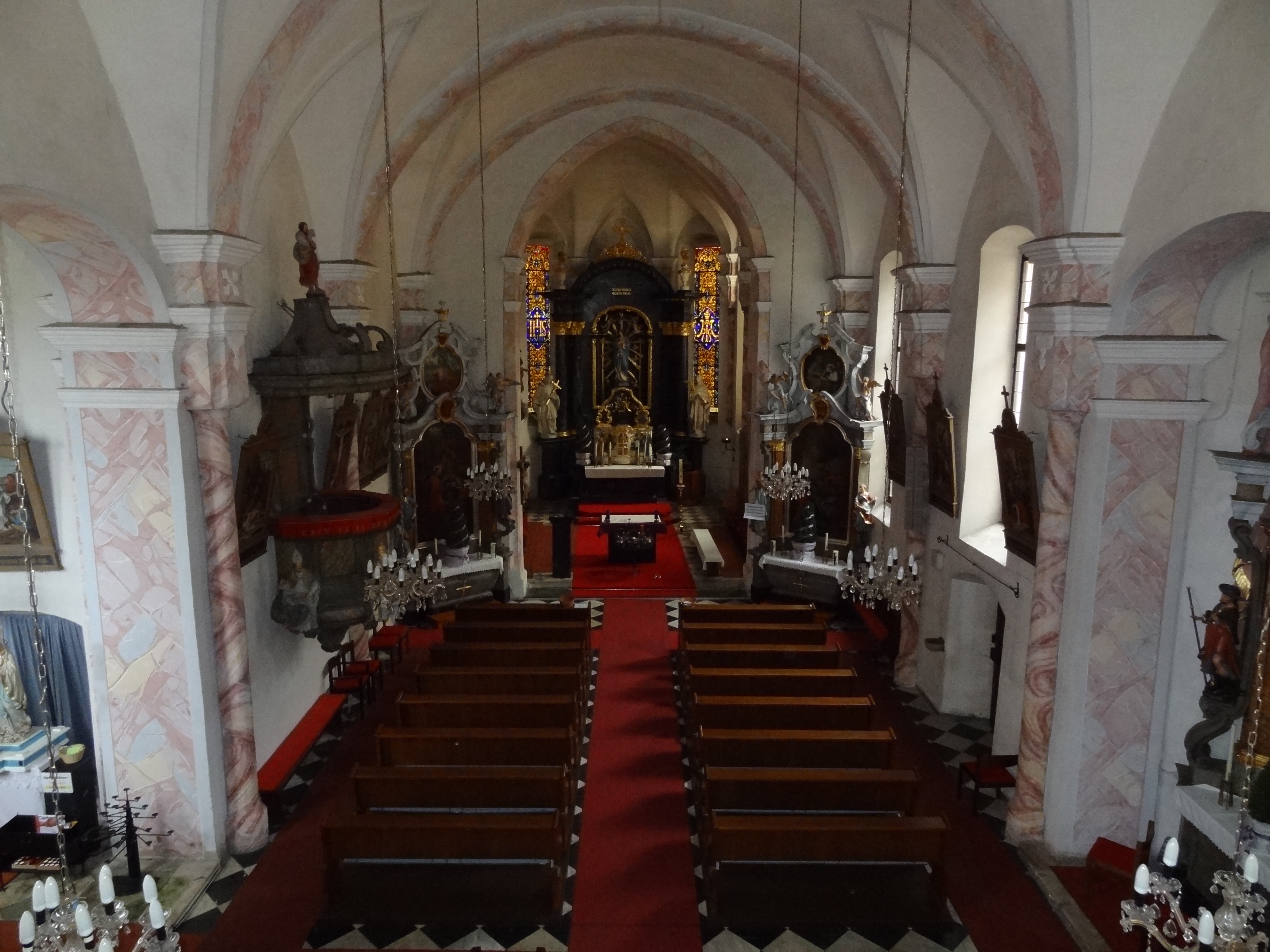
Langhaus, Blick zum Chor

Die römisch-katholische Pfarrkirche Tainach steht in der Ortschaft Tainach in der Stadtgemeinde Völkermarkt im Bezirk Völkermarkt in Kärnten. Die dem Patrozinium Mariä Himmelfahrt und hl. Valentin unterstellte Kirche gehört zum Dekanat Tainach/Tinje in der Diözese Gurk. Die Kirche steht unter Denkmalschutz (Listeneintrag).
Bis in die Zwischenkriegszeit war die Pfarre Tainach kirchenrechtlich slowenischsprachig und ist nunmehr zweisprachig.

## Geschichte
Urkundlich wurde 1135 und 1143 eine Kirche genannt. Von 1185 bis 1195 wurde ein Pfarrer Heinrich urkundlich genannt. 1231 wurde die Kirche dem Völkermarkter Kapitel unterstellt.
Der im Kern gotische Kirchenbau aus dem frühen 15. Jahrhunderts wurde nach einem Brand 1660 barock verändert. Von 1756 bis 1780 erhielt er durch die Steinmetzmeister Matthias Laiß und Valentin Seebauer eine neue Fassade und einen Sakristeianbau. Nach einem Brand 1853 wurde die Kirche neugotisch renoviert. 1996 wurde die Kirche neu mit Steinplattln eingedeckt. 1998 wurden die Altäre restauriert.

## Bauwerk
Das Kirchenäußere zeigt nördlich einen mächtigen gotischen Turm, das obere Geschoß ist neugotisch, er trägt einen Spitzhelm. Der Chor aus dem 15. Jahrhundert und das südliche Langhaus zeigen zweistufige Strebepfeiler. Der Sakristeianbau und der Kapellenanbau an der Nordseite des Langhauses sind barock. Das barocke Südportal befindet sich beim äußeren Emporenaufgang an der Südwestecke. Die Westfassade wurde 1835 erneuert und zeigt sich durch Lisenen dreiachsig mit Wandnischen gegliedert, im Giebel befinden sich ein Radfenster und ein vorkragender Giebelreiter, das Portal entstand 1764, darüber befindet sich ein Relief Verkündigung. In einer Nische steht eine Statue hl. Valentin von Franz Ozbic 1882. Das barocke Portal zur nördlichen Kapelle hat am Schlussstein ein Wappenrelief.
Das Kircheninnere zeigt ein einschiffiges fünfjochiges Langhaus unter einem Tonnengewölbe mit Stichkappen und Gurten auf halbrunden gotischen Wandvorlagen. Die Westempore ist dreiachsig. Nordseitig am dritten Joch befindet sich eine barocke quadratische Seitenkapelle mit Konche und Platzlgewölbe, gegenüber südseitig befindet sich eine Altarnische. Der hohe Triumphbogen ist spitzbogig. Der zweijochige Chor mit einem Fünfachtelschluss hat ein Stichkappengewölbe, die gotischen Rippen wurden abgeschlagen, die Kämpfergesimse sind wohl barock. Die gotischen Dienste auf teils figürlich geschmückten Konsolen sowie Kapitelle mit Köpfen, Blattwerk und Drachen entstanden im Anfang des 15. Jahrhunderts, zwei Konsolfigürchen zeigen wohl die Bildnisse der Baumeister Mertin und Jorans. Über der nordseitigen Sakristei befindet sich ein Oratorium. Die rechteckigen Fenster im Langhaus und Chor sind schmal.
Gotische Wandmalereien an der Südwand des Chores wurden 1971 freigelegt, sie zeigen die Anbetung des Kindes, Not Gottes und hl. Valentin mit 1423 als Werk einer Südtiroler Wanderwerkstätte aus dem Umkreis der Brüder Erasmus und Christophorus von Bruneck.
Die Glasmalereien schuf die Innsbrucker Glasmalereianstalt 1931.

## Slowenische Inschriften

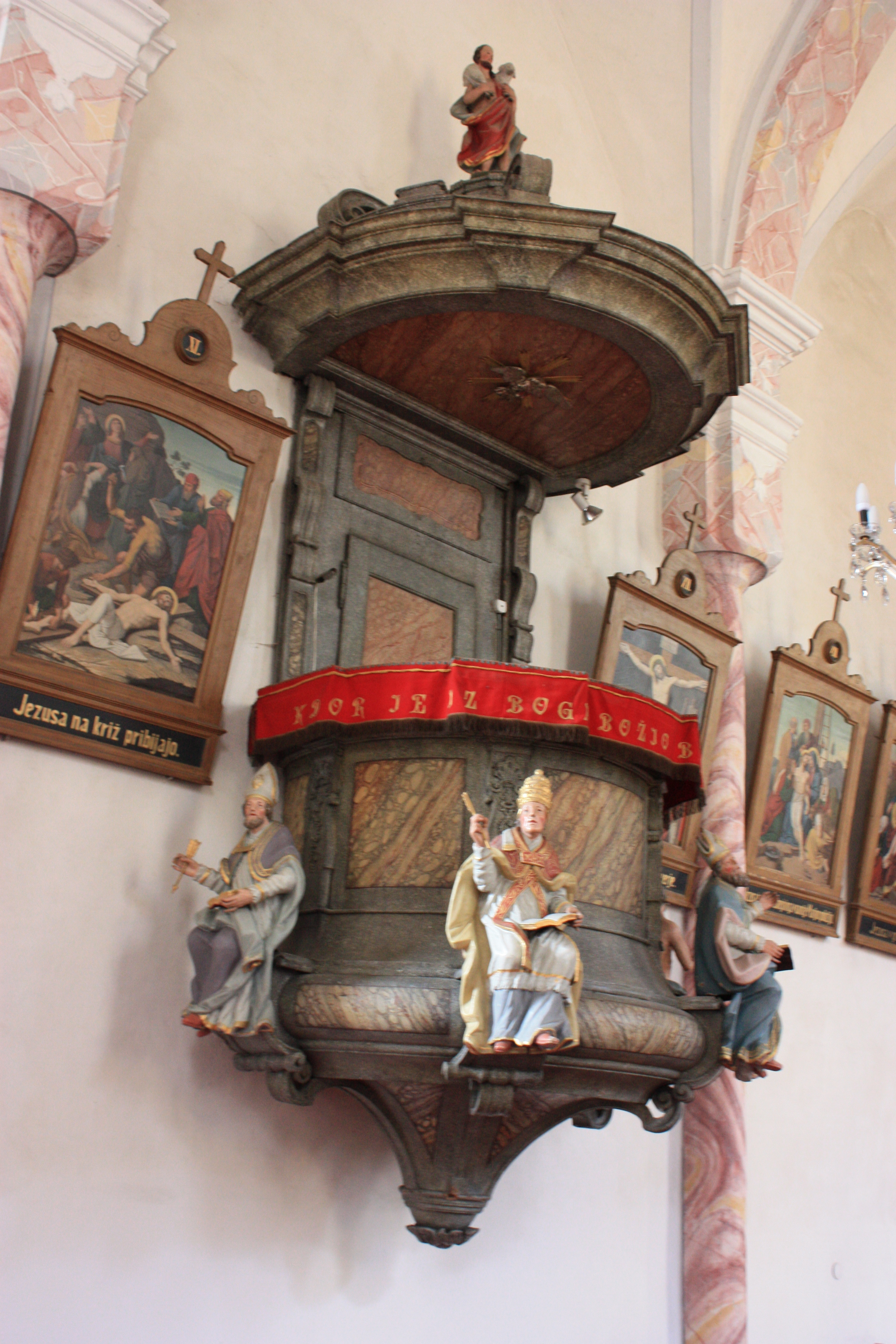
Voelkermarkt – Pfarrkirche Tainach – Kanzel und Kreuzwegtafeln mit slowenischen Inschriften

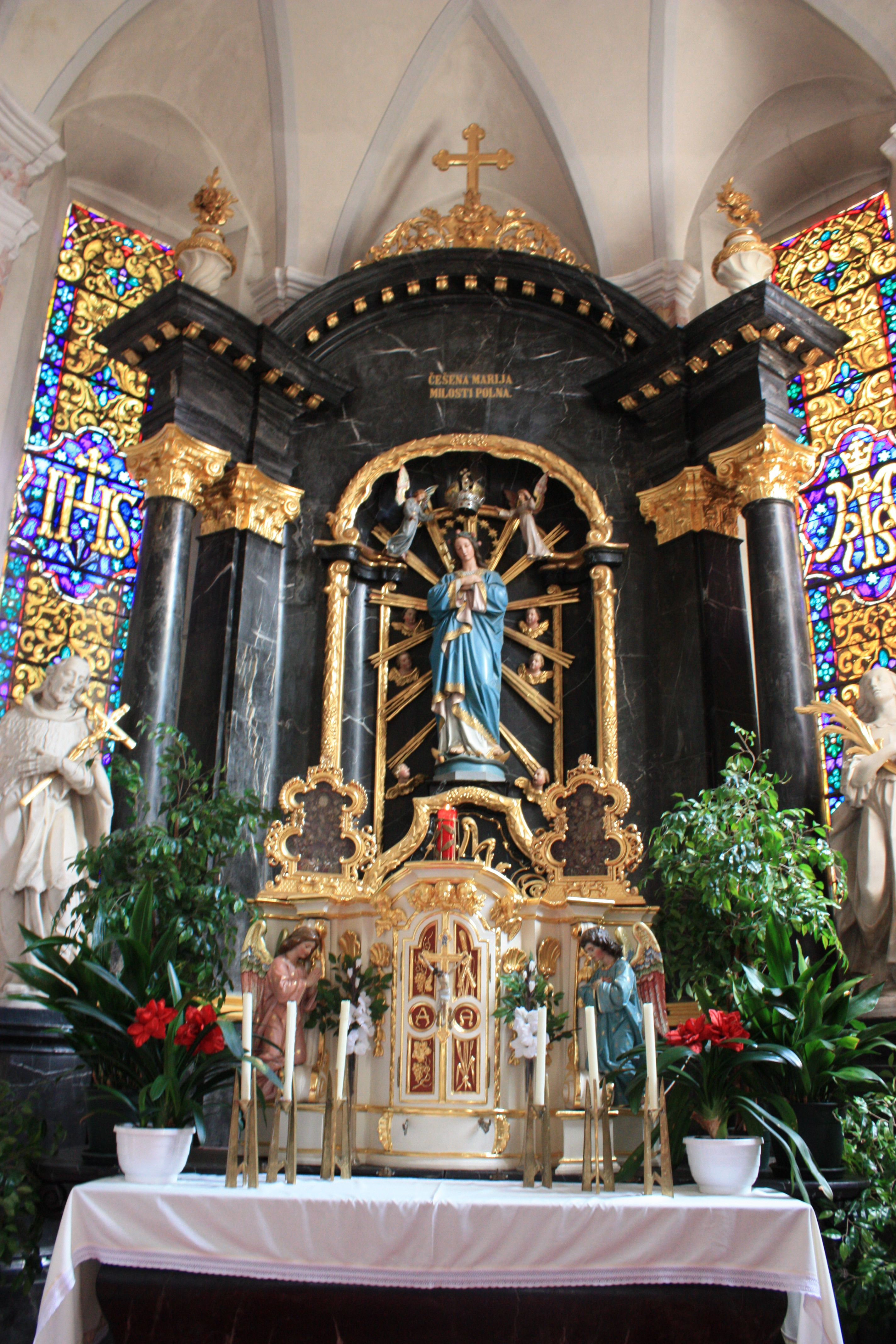
Pfarrkirche Tainach, Hauptaltar

Der Hauptaltar, die Freskenmalerei sowie die Kreuzwegtafeln sind mit slowenischen Inschriften versehen und geben so Zeugnis der Sprach- und Kulturgeschichte dieses Zentralortes am östlichen Rand des Klagenfurter Feldes ab. Am Friedhof finden sich allerdings nur noch wenige Grabsteine mit slowenischen Inschriften.

## Grabdenkmäler
Innen
- Ein römerzeitliches Grabbaurelief mit der Darstellung einer erosartigen Gestalt und zwei Rinder.